# Akutes Nierenversagen
Beim akuten Nierenversagen (ANV), auch Harnvergiftung, akute Niereninsuffizienz oder akute Nierenschädigung (englisch acute kidney injury, AKI), handelt es sich um eine plötzliche, innerhalb von Stunden bis Tagen einsetzende, prinzipiell rückbildungsfähige Verschlechterung der filtrativen Nierenfunktion. Es kann nach vorheriger normaler Nierenfunktion oder bei bereits chronisch eingeschränkter Nierenfunktion (ANV auf dem Boden einer chronischen Niereninsuffizienz, englisch acute on chronic renal failure) sowie im Rahmen einer akuten Nierenerkrankung (englisch acute kidney disease/disorder, AKD) auftreten. Ein Maß für die Schwere des Nierenversagens ist die glomeruläre Filtrationsrate (abgekürzt GFR).

## Krankheitsbild
Es handelt sich bei der Niereninsuffizienz um eine „mangelhafte Tätigkeit der Nieren infolge Ausfalls oder Zerstörung der Glomeruli oder Tubuli“ unabhängig von der Existenz eines renalen Grundleidens. Fast immer sind die Nieren beim Nierenversagen also gesund (Niereninsuffizienz ohne Nierenkrankheit). Davon ist das Gegenteil Nierenkrankheit ohne Niereninsuffizienz abzugrenzen. Man unterscheidet darüber hinaus die akute Nierenschädigung (AKI), die subklinische AKI (sAKI), die akute Nierenerkrankung (AKD) und die chronische Nierenkrankheit (CKD).
Die Ursachen werden entsprechend dem Ort der Schädigung in prärenal, renal und postrenal eingeteilt. Die Schädigungsursache vor der Niere (prärenal) ist in erster Linie ein vermindertes Blutvolumen (Hypovolämie, z. B. bei Blutungen, Flüssigkeitsmangel oder Herzinsuffizienz) oder ein zu niedriger Blutdruck (kardiorenales Syndrom, Schock, hepatorenales Syndrom). Ein Maß für diese prärenalen Schädigungen ist das Herzzeitvolumen. Akute renale Schädigungen, d. h. in der Niere selbst (intrarenal) auftretende beidseitige Nierenkrankheiten, können vielfältig sein. Hierzu gehören u. a. akute Glomerulonephritiden und tubulointerstitielle Nierenerkrankungen, aber auch Arzneimittelnebenwirkungen (Röntgenkontrastmittel). Postrenal liegt der Auslöser hinter den Nieren im ableitenden Harntrakt. Als häufiges Beispiel sei der Harnverhalt mit Rückstau des Urins in die Nieren bei der gutartigen Vergrößerung der Prostata genannt.
Folgen sind Regulationsprobleme des Flüssigkeits-, Elektrolyt- und Säure-Basen-Haushalts sowie ein Verbleiben von Endprodukten des Eiweißstoffwechsels (u. a. Harnstoff) und anderen harnpflichtigen Substanzen (u. a. Kreatinin) im Organismus. Nachfolgend kann es ausgehend von der Azotämie zu einem lebensbedrohlichen Vergiftungszustand, der Urämie bis hin zum Coma uraemicum, kommen.
In Abhängigkeit von der Ursache kann eine intensivmedizinische Behandlung mit frühzeitiger vorübergehender Dialyse notwendig sein. Auch wenn die Prognose für die Wiederherstellung der Nierenfunktion ad integrum gut ist, kann das akute Nierenversagen durch Sekundärerkrankungen (z. B. Pneumonie, Sepsis, Herzinfarkt, Polytrauma) in ein häufig tödliches Multiorganversagen münden. Das Risiko des Übergangs in eine chronische dialysepflichtige Niereninsuffizienz hängt von der Ursache ab.
Wenn in der Medizin vom Nierenversagen die Rede ist, wird immer vom beiderseitigen Nierenversagen ausgegangen. Ein einseitiges Nierenversagen bei gesunder zweiter Niere wird im Folgenden nicht thematisiert. Ein einseitiges extrarenales Nierenversagen ist nur bei Einzelnieren denkmöglich. Und bei einem einseitigen intrarenalen Nierenversagen wird eine klinisch relevante Niereninsuffizienz von der zweiten gesunden Niere immer zuverlässig verhindert (Ausnahme: erkrankte Einzelniere, Solitärniere). Auch deswegen ist die Unterscheidung zwischen Niereninsuffizienz und Nierenkrankheit sehr wichtig. In Zweifelsfällen kann die GFR seitengetrennt bestimmt werden; dann ist die GFR des Patienten die Summe (und nicht etwa der Mittelwert) der GFR seiner beiden Einzelnieren.
Bei Frühgeborenen und Neugeborenen ist die Niereninsuffizienz physiologisch. Bei einem Gewicht von 1 kg beträgt die GFR 0,2 ml/min und bei einem Gewicht von 2 kg nur 0,5 ml/min. Reifgeborene haben eine GFR = 1,5 ml/min.

## Definition und Stadieneinteilung
Das Spektrum des akuten Nierenversagens reicht von einer minimalen Erhöhung des Serum-Kreatinins bis zum vollständigen Verlust der Nierenfunktion.
2004 wurden in einer internationalen Konsensuskonferenz die bis dahin bestehenden 30 unterschiedlichen Definitionen des akuten Nierenversagens durch eine einheitliche Definition und Stadieneinteilung ersetzt, die RIFLE-Kriterien. RIFLE ist ein Akronym und steht für Risk – Injury – Failure – Loss – ESRD (End Stage Renal Disease), übersetzt etwa: Risiko – Schädigung – Versagen (der Nieren) – Verlust (der Nierenfunktion) – Terminales Nierenversagen.
Um dem breiten Spektrum des Krankheitsbildes gerecht zu werden, wurde 2007 der Begriff ‚akutes Nierenversagen‘ (Acute Renal Failure, abgekürzt ARF) in einer weiteren Konsensuskonferenz durch den Begriff ‚akute Nierenschädigung‘ (Acute Kidney Injury, abgekürzt AKI) ersetzt, obwohl meistens gar keine tatsächliche Nierenkrankheit vorliegt. Definition und Stadieneinteilung wurden gestrafft.
| Definition der akuten Nierenschädigung durch das Acute Kidney Injury Network (AKIN-Definition) | Definition der akuten Nierenschädigung durch das Acute Kidney Injury Network (AKIN-Definition) | Definition der akuten Nierenschädigung durch das Acute Kidney Injury Network (AKIN-Definition)                               | Definition der akuten Nierenschädigung durch das Acute Kidney Injury Network (AKIN-Definition) |
| --- | ---------------------------------------------------------------------------------------------- | --- | ---------------------------------------------------------------------------------------------- |
| Abrupte (innerhalb von 48 Stunden) Abnahme der Nierenfunktion, definiert durch - einen absoluten Anstieg des Serum-Kreatinins um ≥ 0,3 mg/dl (≥ 26,4 µmol/l), - einen prozentualen Anstieg des Serum-Kreatinins um ≥ 50 % (auf das 1,5fache des Ausgangswertes) oder - eine Verminderung der Urin-Ausscheidung auf < 0,5 (ml/kg)/h über mehr als 6 Stunden. |                                                                                                | |                                                                                                |
| Stadieneinteilung der akuten Nierenschädigung |                                                                                                | |                                                                                                |
| RIFLE-Stadium | AKIN-Stadium                                                                                   | Serum-Kreatinin | Urin-Ausscheidung                                                                              |
| Risk | 1                                                                                              | 1,5- bis 1,9-facher Kreatininanstieg (RIFLE/AKIN) oder Kreatininanstieg ≥ 0,3 mg/dl (≥ 26,4 µmol/l) (AKIN)                   | < 0,5 ml/kg/h für 6 h                                                                          |
| Injury | 2                                                                                              | 2- bis 2,9-facher Kreatininanstieg                                                                                           | < 0,5 ml/kg/h für 12 h                                                                         |
| Failure | 3                                                                                              | ≥ 3-facher Kreatininanstieg oder Serum-Kreatinin ≥ 4 mg/dl (≥ 354 µmol/l) mit einem akuten Anstieg ≥ 0,5 mg/dl (≥ 44 µmol/l) | < 0,3 ml/kg/h für 24 h oder fehlende Urinausscheidung (Anurie) für 12 h                        |
| Loss | *                                                                                              | Dauerhaftes Nierenversagen für > 4 Wochen                                                                                    |                                                                                                |
| ESRD | *                                                                                              | Dauerhaftes Nierenversagen für > 3 Monate                                                                                    |                                                                                                |
| *) Die RIFLE-Stadien „Loss“ und „ESRD“ werden als Spätfolgen der akuten Nierenschädigung in der AKIN-Stadieneinteilung nicht mehr berücksichtigt |                                                                                                | |                                                                                                |

Schwächen der neuen Definition und Stadieneinteilung sind:
- der Zusammenhang zwischen den einzelnen Stadien und klinisch relevanten Endpunkten wie Mortalität oder Notwendigkeit einer Nierenersatztherapie ist statistisch bislang noch unzureichend abgesichert,
- die Stadieneinteilung geht nicht auf die Ursachen der akuten Nierenfunktionsverschlechterung ein
- und unterscheidet insbesondere nicht zwischen Nierenfunktionsverschlechterung aufgrund einer verminderten Durchblutung, einer Harnabflussstörung oder einer Schädigung des Nierengewebes.

## Einteilung nach Ätiologie
Die Klassifizierung des ANV ist ätiologisch, also nach Ursachen orientiert. Üblich ist jedoch die folgende lückenlose Einteilung in drei Gruppen, je nachdem, ob der Ort der Ursache vor (prä-), in (intra-) oder nach (post-) den Nieren (lateinisch ren; Adjektiv renal) liegt.

### Prärenales ANV
Das akute Nierenversagen bei prärenaler (d. h. der Niere vorgelagerter) Ursache ist die mit Abstand häufigste Form (rechnerisch in mehr als 92 % der Fälle; nach Gerd Herold in 60 %; nach Harrison in 40 bis 80 %; nach dem MSD Manual in 50 bis 80 % der Fälle; nach Ulrich Thomae in zirka 80 %). Es wird auch als prärenale Azotämie bezeichnet. Hier beruht die Nierenschwäche nicht auf strukturellen, mikroskopischen oder histologischen Veränderungen im Nierengewebe. Es handelt sich vielmehr um eine Niereninsuffizienz ohne Nierenkrankheit. Ursache ist ein zu kleines Herzzeitvolumen mit renaler Hypoperfusion. Die renale Perfusion und damit die glomeruläre Filtration, also letztlich die Leistung der Podozyten, nehmen ab.
Unabhängig von der Akuität (akut oder chronisch) spricht man auch vom extrarenalen Nierensyndrom nach Wilhelm Nonnenbruch, deswegen posthum vom Nonnenbruch-Syndrom, vom funktionellen Nierenversagen, vom prärenalen Nierenversagen oder von der extrarenalen Niereninsuffizienz. Dabei bezieht sich das Wort extrarenal sowohl auf prärenale wie auch auf postrenale Ursachen („extrarenale Entstehung“). Zahlenmäßig sind die postrenalen Ursachen jedoch zu vernachlässigen; sie fallen (fast ausschließlich) in das Gebiet der Urologie und nicht in die Nephrologie. Das prärenale Nierenversagen ist also die reversible Einschränkung der filtrativen Nierenfunktion infolge ungenügender Nierenperfusion.
Ursache des akuten prärenalen Nierenversagens ist ein absoluter oder relativer
- Volumenmangel (kardiorenales Syndrom, hepatorenales Syndrom, Trauma, Diurese, Peritonitis, Blutverlust, Dehydrierung, Exsikkose) im Herz-Kreislauf-System, besonders beim
- zirkulatorischen ANV (sogenannte „Niere im Schock“, Schockniere, Sepsis) durch Verminderung der Nierendurchblutung zum Beispiel bei Herzversagen oder bei
- diversen Gefäßerkrankungen (Aortenaneurysma, Nierenarterienstenose, Nierenarterienembolie), oder beim
- toxisch bedingten ANV (Vergiftung der Nieren) mit Vasokonstriktion der zuführenden (afferenten) Gefäße (Arterien), bei
- gestörter Autoregulation zum Beispiel durch Prostaglandin-Synthese-Inhibitoren (NSAID), durch ACE-Hemmer oder andere Medikamente, bei
- der Verbrauchskoagulopathie, bei der Anaphylaxie sowie bei intravasaler Hämolyse (toxisch, immunreaktiv, infektiös)[35] oder bei
- sonstigen Zirkulationsstörungen, beispielsweise nach Euler-Liljestrand beim pulmorenalen Syndrom im Rahmen fast aller Lungenkrankheiten.

Wenn man wie Ulrich Thomae die Postrenalsyndrome nicht zu den Ursachen der Niereninsuffizienz zählt, dann werden die Prärenalsyndrome zu den Extrarenalsyndromen. So im Ergebnis auch der Erstbeschreiber Wilhelm Nonnenbruch, der die postrenalen Syndrome in seinem Standardwerk nicht erwähnt. Das Nierenversagen ist also oft durch von den Nieren unabhängige Ursachen bedingt.

### Intrarenales ANV
Ein plötzliches Versagen der exkretorischen (also der filtrativen) Nierenfunktion meistens als Komplikation eines beidseitigen („doppelseitigen“, bilateralen) renalen Grundleidens als Ursache einer Niereninsuffizienz ist selten. Renale Krankheiten (intrinsische Nierenerkrankungen, also eine schwere und meistens sehr schmerzhafte Nephropathie mit Befall beider Nieren) als Ursache findet man in höchstens 3 % der Fälle, nach Ulrich Thomae in etwa 20 %, nach Gerd Herold in 35 % und nach dem The Merck Manual in 10 bis 40 Prozent der Fälle.
Man spricht auch vom akuten intrinsischen Nierenversagen sowie kurz vom akuten renalen Nierenversagen oder vom (akuten oder chronischen) intrarenalen Nierenversagen in Abgrenzung zum extrarenalen Nierenversagen. Dabei ist im Folgenden zu beachten, dass Tubuluskrankheiten („Kanälcheninsuffizienz“) keinen direkten Einfluss auf die glomeruläre Filtration haben. Deswegen ist der Begriff akute Tubulusnekrose als Synonym für das akute Nierenversagen im engeren Sinn abzulehnen.
Beispiele für ein akutes intrarenales Nierenversagen sind:
- Akute tubulointerstitielle Nephritis (Entzündung im Nierenmarkbereich)[47]
  - allergische Reaktion (NSAR, Penicillin-Antibiotika)
  - parainfektiös als Begleiterscheinung von Infektionen (CMV, EBV u. a.)
- Akute Tubulusnekrose[48]
  - toxisch
    - hepatorenales Syndrom
    - septisch meist bei Multiorganversagen (MODS)
    - Medikamentenwirkung (Kontrastmittel, NSAR, diverse Antibiotika wie beispielsweise Gentamicin,[49] Chemotherapeutika wie beispielsweise Cisplatin[50])
    - akute Schwermetallvergiftung mit Cadmium[51] oder Quecksilber[52]

  - ischämisch (makrovaskuläre Ursache)
    - Strukturelle Schädigung bei Minderdurchblutung oder Schock (Schockniere)
    - embolisch
    - vaskulitisch, zum Beispiel Granulomatose mit Polyangiitis

  - tubuläre Verstopfung zum Beispiel durch
    - Leichtkettenablagerungen in den Nierenkanälchen bei multiplem Myelom (Plasmozytom,[53] Myelomniere) oder
    - Urate (Hyperurikämie)
    - Rhabdomyolyse (Weichteilquetschungen, Crush, Alkohol)[54]
    - Hämolyse zum Beispiel auch bei Fehltransfusionen
- Mikrovaskuläre Ursache
  - rasch progressive Glomerulonephritis
  - hämolytisch-urämisches Syndrom
  - IgA-Nephritis
  - Poststreptokokken-Glomerulonephritis

### Postrenales ANV
Ein akutes postrenales Nierenversagen ist ebenfalls selten (weniger als 5 % der Fälle, 5 bis 10 % nach dem MSD Manual, 9 %, „höchstens 10 % aller Fälle von ANV im Krankenhaus“) und meistens reversibel. Einseitige Abflusshindernisse können im Normalfall keine klinisch relevante Niereninsuffizienz verursachen, solange die andere Niere das verhindert. Deswegen und wegen völlig anderer therapeutischer Konsequenzen rechnet Ulrich Thomae „die postrenale Obstruktion mit Anurie und konsekutivem Nierenversagen nicht zum akuten Nierenversagen“. Außerdem sind alle diese Ursachen meistens sehr schmerzhaft, führen also oft zur schnellen erfolgreichen (meistens urologischen) Therapie. So führt beispielsweise ein einseitiger steinbedingter Harnstau vorerst nicht zur Beeinträchtigung der glomerulären Filtration der betroffenen Niere; die einseitige Anurie wird durch eine vollständige tubuläre Rückresorption des Primärharns verursacht.
Solche der Niere nachgelagerten Ursachen durch Verlegung oder Kompression der ableitenden Harnwege führen zu Abflussstörungen bis zur Harnsperre. Beispiele sind
- schwere angeborene Fehlbildungen[63] (Anomalien) der Nieren, Harnleiter, Blase oder Harnröhre (zum Beispiel Urethralklappen),
- gynäkologische Krankheiten (zum Beispiel Endometriose) mit entsprechenden Abflussbehinderungen,
- unerwünschte Arzneimittelwirkungen (zum Beispiel Ganglienblocker) zum Beispiel bei einer schon bestehenden Prostatahyperplasie,
- autonome Neuropathien,[64]
- beidseitige Obstruktionen der Harnleiter durch bilaterale Harnleitersteine, große Tumoren, Narbenverziehungen, Retroperitonealfibrosen, Entzündungen, Blutgerinnsel,[65]
- Fibrosen der Harnleiter bei der Bilharziose,[66] nach Bestrahlungen oder beim Morbus Ormond,[67]
- eine Verlegung der Harnblase (beispielsweise durch Tumoren oder verstopfte Blasenkatheter, Blasentamponade) oder eine Blasenruptur,[68]
- Einengungen der Harnröhre durch Narbenstrikturen nach Operationen, Verletzungen oder Entzündungen,
- sonstige Stenosen der Harnröhre (beispielsweise durch Prostatavergrößerung, Tumoren oder fehlplatzierte Blasenkatheter),
- eine obstruktive Uropathie und eine bilaterale Refluxnephropathie,[69]
- ein Befall der männlichen Urethra mit einem Harnröhrenwels (Penisfisch, Vandelliinae) und
- sonstige Ursachen (Phimose, Paraphimose, Urotuberkulose, Verstopfungen durch abgestoßenes Nierengewebe, Fremdkörper, Konkremente[70] oder Pilzwachstum[71]).

## Epidemiologie
Die Inzidenz des akuten Nierenversagens beträgt etwa 2000–3000 pro Million pro Jahr. Patienten, die eine Dialyse benötigen, sind mit 200–300 pro Million pro Jahr deutlich seltener. In einer populationsbasierten Untersuchung in Schottland betrug die jährliche Inzidenz des akuten Nierenversagens 1811 Fälle pro Million Einwohner, die Inzidenz des akut-auf-chronischen Nierenversagens 336 Fälle im Jahr pro Million Einwohner. Patienten mit akutem Nierenversagen waren im Median 76 Jahre alt, Patienten mit akut-auf-chronischem Nierenversagen 80,5 Jahre.
Die RIFLE-Klassifikation erlaubte eine Prognose bezüglich vollständiger Reversibilität des Nierenversagens, Notwendigkeit einer Nierenersatztherapie, Dauer des Krankenhausaufenthaltes und Krankenhaussterblichkeit, erlaubte aber keine Voraussage der Mortalität nach 3 oder 6 Monaten. Eine intrarenale Ursache, wie eine Glomerulonephritis, haben etwa 50 Patienten/Mio/Jahr. Während der Covid-19-Pandemie wiesen bis zu 50–70 % der auf eine Intensivstation aufgenommenen Patienten ein ANV auf und ca. 30 % benötigten eine Dialyse-Behandlung. In den Industrieländern sind >80 % der Nierenversagen im Krankenhaus erworben, während nur <10 % ambulant erworben sind. Hingegen treten in der Dritten Welt die meisten Fälle ambulant auf.

## Pathophysiologie und Pathogenese
Hauptauslöser des akuten Nierenversagens ist eine (etwa durch einen zu niedrigen Blutfluss) unzureichende Sauerstoffversorgung von Nierengewebe, in deren Folge es zur Zerstörung (Endothelschädigung) funktioneller Zellen kommt.
Die primäre Schädigung erfasst die Tubuluszellen. Diese hochaktiven Zellen bilden bei Schädigung hochvisköse Mukoproteinzylinder, die das Lumen der Tubuli verstopfen (englisch: cast = Verstopfung, Ausguss). Diese Obstruktion wird für den Ausfall der Nierenfunktion verantwortlich gemacht. Es darf dabei jedoch nicht vergessen werden, dass die Glomeruli und die Tubuli völlig verschiedene Aufgaben haben und weit gehend getrennt und unabhängig voneinander arbeiten. Im Einzelfall muss also erklärt werden, wie ein Tubulusschaden die Reduktion der GFR und besonders eine eventuelle Oligurie oder Anurie bewirkt. Ein entsprechender Nachweis in der Histologie gelingt nur selten. Denn Tubulopathien (zum Beispiel Entzündungen der Nierenkanälchen bis hin zu Tubulusnekrosen) verursachen (unabhängig von der GFR) durch eine reduzierte Rückresorptionsquote im Gegenteil eine Polyurie. Wohl auch deswegen wird in der aktuellen Fachliteratur der Begriff der Tubulusnekose verlassen (“rendering the previously popular term acute tubular necrosis an inadequate description”); auch vom tubuloglomerulären Feedback wird nicht mehr gesprochen.
Nur wenn die Tubuli durch Ausgusszylinder völlig verstopft sind, kommt es in der Tat zum Rückwärtsversagen mit Anurie im befallenen Nephron. Nur dann gehen die jeweiligen single nephron glomerular filtration rates (snGFR) auf 0 ml/min und die einzelnen Rückresorptionsquoten auf 0 % zurück. Über die Anzahl der jeweils betroffenen Nephrons und über die Reversibilität dieser Abflussbehinderung durch Zellzylinder bei den einzelnen Tubulopathien gibt es nur Spekulationen.

## Ursachen des akuten Nierenversagens

### Ursachen des akuten prärenalen Nierenversagens
- Schockzustände und ischämische Zustände
- Hämolyse oder Myolyse
- Natriumverlust und Chlorverlust
- endogene Intoxikationen[84]

### Ursachen des akuten intrarenalen Nierenversagens
Im Grunde werden drei Ursachenkomplexe für das seltene akute intrarenale Nierenversagen beschrieben:
- exogene oder endogene Gefäßverengung (Vasokonstriktion)
- Sauerstoffmangel im engeren Sinne (Hypoxie, Ischämie)
- Stoffe, die auf die Niere giftig wirken (körperfremde Nierengifte und körpereigene Nephrotoxine)

#### Vasokonstriktion
Für die normale Nierenfunktion ist eine ausreichende Blutversorgung über die zuführenden Gefäße (vas afferens) wichtig. Nur so steht ein bestimmter Druck zur Verfügung (Filtrationsdruck), der in den Glomeruli für ausreichende Filtration von Primärharn sorgt (siehe Niere). Da die Niere über einen ausgeprägten Autoregulationsmechanismus (Renin-Angiotensin-Aldosteron-System) verfügt, sind systemische Blutdrücke von 80 mmHg für eine normale Filtration ausreichend.
Die Stressreaktion, besonders in Form der Ausschüttung endogener Katecholamine, ist aber auch für den Funktionsverlust der Niere beim Kreislaufversagen mitverantwortlich. Unterschreitet der systemische Blutdruck einen Grenzwert, so bewirkt die sympathische Gegenregulation durch die Wirkung dieser Katecholamine am vas afferens einen weiteren Perfusionsausfall. Somit sinkt auch der Filtrationsdruck. Ein Abfall des Filtrationsdruckes um 10–15 mmHg kann zum Erliegen der Filtration und somit zu Anurie führen [2].
Außer den endogenen Katecholaminen wirken auch einige bei Sepsis und MODS freigesetzte Zytokine vasokonstriktorisch auf die Nierengefäße. Sie wirken somit nephrotoxisch (siehe auch unten unter Nephrotoxine).

#### Hypoxie und Ischämie
Hypoxie ist als Sauerstoffmangel, Ischämie als Minderdurchblutung eines Gewebes oder Organes definiert. Ursache können eine unzureichende Sauerstoffaufnahme durch den Organismus oder die oben genannte Vasokonstriktion sein.
Folge ist ein Abfall des Energieträgers ATP in den Zellen, sobald es den Nierenzellen nicht ausreichend gelingt, von aerober auf anaerobe Glycolyse umzustellen. Tubuluszellen haben diese Möglichkeit nur in extrem eingeschränktem Umfang, was ihren frühzeitigen Funktionsausfall begründet.
Eine Ischämiedauer von 25 min führt zu geringen und jederzeit rückbildungsfähigen morphologischen Veränderungen. Selbst Veränderungen nach 40–60 min Ischämie sind noch reversibel. Erst eine Sauerstoffschuld von zwei oder mehr Stunden bewirkt bleibende Veränderungen in Bau und Funktion der Niere. [2]

#### Nephrotoxine
Es gibt eine Reihe verschiedener endogener und exogener Substanzen, die nephrotoxisch wirken können.
Von endogener Seite sind die nach massiver Hämolyse und Muskelzelluntergang freigesetzten Eiweiße Hämoglobin und Myoglobin wesentlich, indem sie direkt auf die Tubuluszellen wirken. Die im Rahmen von MODS oder Sepsis freigesetzten Mediatoren wirken mehr indirekt über die Vasokonstriktion (siehe oben) nephrotoxisch.
Unter den zahlreichen exogenen Nephrotoxinen spielen die Aminoglykosid-Antibiotika (zum Beispiel Gentamicin) eine wesentliche Rolle, weshalb ihr Einsatz in nierengefährdenden Situationen (Schock, Nierenkrankheit) angepasst erfolgen muss. Starke negative Auswirkungen auf den Zustand des Patienten haben auch Antibiotika gegen Pankreatitis und MRSA-Infektionen gezeigt: innerhalb kürzester Zeit (2–3 Stunden) kam es zu akutem Nierenversagen fast bis zum Kollaps durch multiples Organversagen. Nur eine sofortige Dialyse rettete den Patienten.
Ein weiteres Beispiel für Nephrotoxine sind jodhaltige Kontrastmittel. Bei eingeschränkter Nierenfunktion muss ihr Einsatz im Einzelfall abgewogen werden.

### Ursachen des akuten postrenalen Nierenversagens
- Ureterenverlegung
- Harnverhaltung
- neurologische Ursachen[84]

## Risikofaktoren des akuten Nierenversagens
Unter den Risikofaktoren sind Merkmale aufgeführt, die die Wahrscheinlichkeit für das Auftreten eines ANV erhöhen:
- chronische Risikofaktoren: jahrelange arterielle Hypertonie, Diabetes mellitus, Herz-, Lungen-, Leber- und Nierenerkrankungen, höheres Lebensalter, Schmerzmittelmissbrauch (besonders Nichtopioid-Analgetika)

- akute Risikofaktoren: Volumenmangel, ausgeprägte Hypotension (Blutdruckabfall), Infektion, Hämolyse (Freiwerden von Hämoglobin, siehe oben), Rhabdomyolyse (Muskelzerfall), akute Pankreatitis, intravasale Gerinnung, Therapie mit nephrotoxischen Pharmaka

Bei den komplexen Krankheitsbildern spielen Multi- und Polytrauma, Sepsis, Pankreatitis und Verbrennungskrankheit eine große Rolle. Wenn die Niere nicht schon betroffen sein sollte, dann stellt ein Multiorganversagen (MOV, MODS) eine allerhöchste Risikokonstellation für ein ANV dar.

## Phaseneinteilung des akuten Nierenversagens
Beim ANV werden klassisch vier Phasen unterschieden:
1. Induktion: Auftreten des schädigenden Ereignisses mit Abnahme von Nierendurchblutung und glomerulärer Filtration und mit tubulärer Schädigung. In dieser Phase treten noch keine Symptome auf.
2. Erhaltung: Die Erhaltungsphase ist durch Oligurie geprägt. Hier werden die unten genannten diagnostischen Laborbefunde erhoben. Die Dauer beträgt Tage bis Wochen.
3. Erholung: Diese Phase ist polyurisch und dauert in der Regel nur Tage.
4. Restitution: Bei 80–90 % der Patienten kommt es im Verlauf von Monaten zu einer vollständigen Erholung der Nierenfunktion. Bei den verbleibenden Patienten ist mit Folgezuständen in Form einer chronischen Niereninsuffizienz zu rechnen.

Dieser klassische Ablauf wird in der modernen Intensivmedizin nur noch selten beobachtet, da vorbestehende Nierenerkrankungen und ein Multiorganversagen den Ablauf stark modifizieren.

## Diagnose

### Anamnese
Bei der Erhebung der Krankengeschichte muss im Sinne des ANV nach o. g. Risikofaktoren gesucht werden.

### Status praesens
Bei der Statuserhebung muss nach Zeichen der Überwässerung oder der Dehydratation geforscht werden. Außerdem ist die Palpation der Nieren, der Blase und der Prostata wichtig.
Klinisch fallen in Notsituationen eine Hyperventilation, ein Foetor uraemicus sowie Schläfrigkeit bis hin zum Coma uraemicum auf.

### Technische Befunde
Einfach zu bestimmen ist die Harnmenge je Zeitspanne:
| Anurie   | < 50–100 ml/24h               |
| Oligurie | < 500 ml/24h bzw. < 20 ml/h   |
| Polyurie | > 3000 ml/24h bzw. > 125 ml/h |

Das akute Nierenversagen kann an-, oligo- oder polyurisch sein. Um die Exkretionsleistung der Nieren einzuschätzen, werden die sog. Retentionswerte herangezogen, wobei es sich um die Konzentrationen von Harnstoff und Kreatinin im Serum handelt. Diese Substanzen, die Endprodukte des Eiweißstoffwechsels darstellen, wirken selbst nicht giftig. Harnstoff stört zwar den Stoffwechsel der Zelle, ist aber nicht die Ursache eines urämischen Syndroms. Giftig sind andere Abbauprodukte, deren Konzentrationen mit Harnstoff korrelieren. Ihre Retention führt zur Urämie, womit die Elimination zwingend angezeigt ist. Diese Abbauprodukte können durch technische Nierenersatzverfahren (Dialyse, Hämofiltration) aus dem Organismus entfernt werden.
| Harnstoff (HSt)  | ist Wert >25–33 mmol/l (>150–200 mg/dl) bei Olig-/Anurie oder >50 mmol/l (>300 mg/dl) bei Polyurie, so ist ein akutes Nierenversagen gesichert und es ist ein Nierenersatzverfahren angezeigt (Hämofiltration, Hämodialyse).          |
| Kreatinin (Crea) | tgl. Kreatinin-Anstieg um >0,5–2 mg/dl ist Zeichen für Nierenversagen. Parameter gilt als unsicher. Besser ist die Kreatinin-Clearance (= GFR). deren Abfall auf unter 5 ml/min die Indikation für ein Nierenersatzverfahren anzeigt. |

Wichtig ist die Differentialdiagnose zwischen prärenalem und intrarenalem Nierenversagen:
|                           | Prärenales ANV | Intrarenales ANV |
| Urin-Osmolalität (mosmol) | >500           | <300             |
| Urin-/Plasmaosmolalität   | >1,1           | 0,9–1,05         |
| Urin-Natrium (mmol/l)     | <10            | >30–40           |
| FENa (%)                  | <1             | >1               |

Die fraktionelle Natriumexkretion (FENa) wird wie folgt errechnet:
{\displaystyle {\mathit {FE}}_{\mathrm {Na} }={{\mathit {Urin}}_{\mathrm {Na} }\times {\mathit {Serum}}_{\mathrm {Krea} } \over {\mathit {Serum}}_{\mathrm {Na} }\times {\mathit {Urin}}_{\mathrm {Krea} }}\times 100}

### Differentialdiagnose
Tritt im Bereich der ableitenden Harnwege ein Leck mit Austritt von Urin in die Bauchhöhle auf (zum Beispiel infolge einer Blasenruptur), werden die harnpflichtigen Substanzen wieder in das Blut aufgenommen (Rückresorption). Trotz normaler Nierenfunktion steigen Harnstoff und Kreatinin an. Dieser Zustand wird als Pseudo-Nierenversagen bezeichnet.

## Therapie
Ist ein ANV eingetreten, dann gibt es derzeit keine Therapieform, die den Verlauf wirksam unterbrechen könnte. Je nach Stadium der Erkrankung unterscheidet man
- vorbeugende Therapie und
- Therapie bei ausgebrochenem ANV.

### Vorbeugende Therapie
Das Ziel besteht darin, so rasch wie möglich eine ausreichende Durchblutung der Nieren mit ausreichender Sauerstoffversorgung des Nierengewebes wiederherzustellen. Wenn das gelingt, zeigt die Niere eine gute Tendenz zur Wiederaufnahme ihrer Funktion, andernfalls droht die Ausbildung eines manifesten Nierenversagens.
Die Akuttherapie ruht prinzipiell auf drei Säulen:
1. Sicherstellung einer ausreichenden Nierendurchblutung durch Volumensubstitution,
 ggf. unter Kontrolle des zentralen Venendrucks (ZVD)
2. Sicherung eines stabilen Kreislaufes, ggf. unter Zuhilfenahme von Katecholaminen (Dobutamin, Noradrenalin)
3. Versuch mit Schleifen- oder Osmodiuretikum

Eine Sonderform ist das durch Röntgenkontrastmittel hervorgerufene kontrastmittelinduzierte Nierenversagen. Da in der Regel der Zeitpunkt der Kontrastmittelgabe im Voraus geplant werden kann, ist bei Risikopatienten eine Prophylaxe noch vor Eintritt der Nierenschädigung möglich.

#### Nierendurchblutung
Die Gefahr der Volumensubstitution liegt in der Volumenüberlastung des Kreislaufes mit der Folge einer Überwässerung der Lunge (Lungenödem, fluid lung). Der ZVD sollte auf 12 mmHg, der PCWP auf Werte von 15 mmHg eingestellt werden. In Abhängigkeit vom Elektrolytstatus usw. werden kristalloide Lösungen bevorzugt.

#### Kreislaufstabilisierung
Dobutamin gilt derzeit als das nierenschonendste Katecholamin. An anderer Stelle wird Noradrenalin empfohlen [2].
Die Gabe von Dopamin in sogenannter Nierendosis wird derzeit abgelehnt, da die kardialen Nebenwirkungen einerseits und das Ausbleiben von prognostischen Vorteilen andererseits eher Nachteile dieses Mittels erwarten lassen. In verschiedenen Studien konnte kein Vorteil bezüglich des Outcomes, Kreatininanstieg, Anzahl der Dialysebehandelten oder Dauer des Intensivaufenthaltes gezeigt werden. Dagegen wird jedoch eine Beeinträchtigung durch potentielle Nebenwirkungen postuliert.

#### Diuretika
Diuretika (hier Schleifendiuretika) sind an sich nierenschädigende Medikamente; sie verschlechtern absichtlich die Rückresorptionsquote der Nierenkanälchen. Außerdem kann ein Einsatz dieser Mittel zwar die Diurese ansteigen lassen, die Prognose des ANV wird aber nicht verbessert. Der Nutzen der Diuretika liegt allein in der verbesserten Bilanzierungsmöglichkeit, also darin, den Wasserhaushalt über einen gewissen Zeitraum noch steuern zu können.
Bei einem postrenalen Nierenversagen und bei Anurie ist dieser Therapieansatz streng kontraindiziert (also abzulehnen).

### Behandlung
Im Gegensatz zu Gehirn und Herz kann bei der Niere oft der Funktionsverlust nach einer ischämischen Episode mit Zelluntergang ausheilen. Der Sinn der Therapie bei ausgebrochenem ANV besteht darin, die Nierenfunktion durch Dialyse solange zu ersetzen, bis die Niere wieder funktioniert. Oft lässt sich die Nierenfunktion jedoch durch eine Normalisierung des Herzzeitvolumens auch ohne Nierendialyse dauerhaft verbessern.
Angezeigt ist ein Nierenersatzverfahren bei ansonsten nicht beherrschbarer Überwässerung, insbesondere der Lunge, bei einem hohen Serumkalium von über 6,5 mmol/l, bei ausgeprägter Azidose und bei Symptomen einer Urämie.
Hämofiltration, Dialyse
Diese Verfahren werden abgesehen von der Kreislaufstabilisierung auch zur Verbesserung der Nierendurchblutung eingesetzt. Sie sind technisch so vereinfacht, dass sie zum therapeutischen Grundrepertoire der interdisziplinären Intensivmedizin gehören.

### Behandlung bei postrenaler Ursache

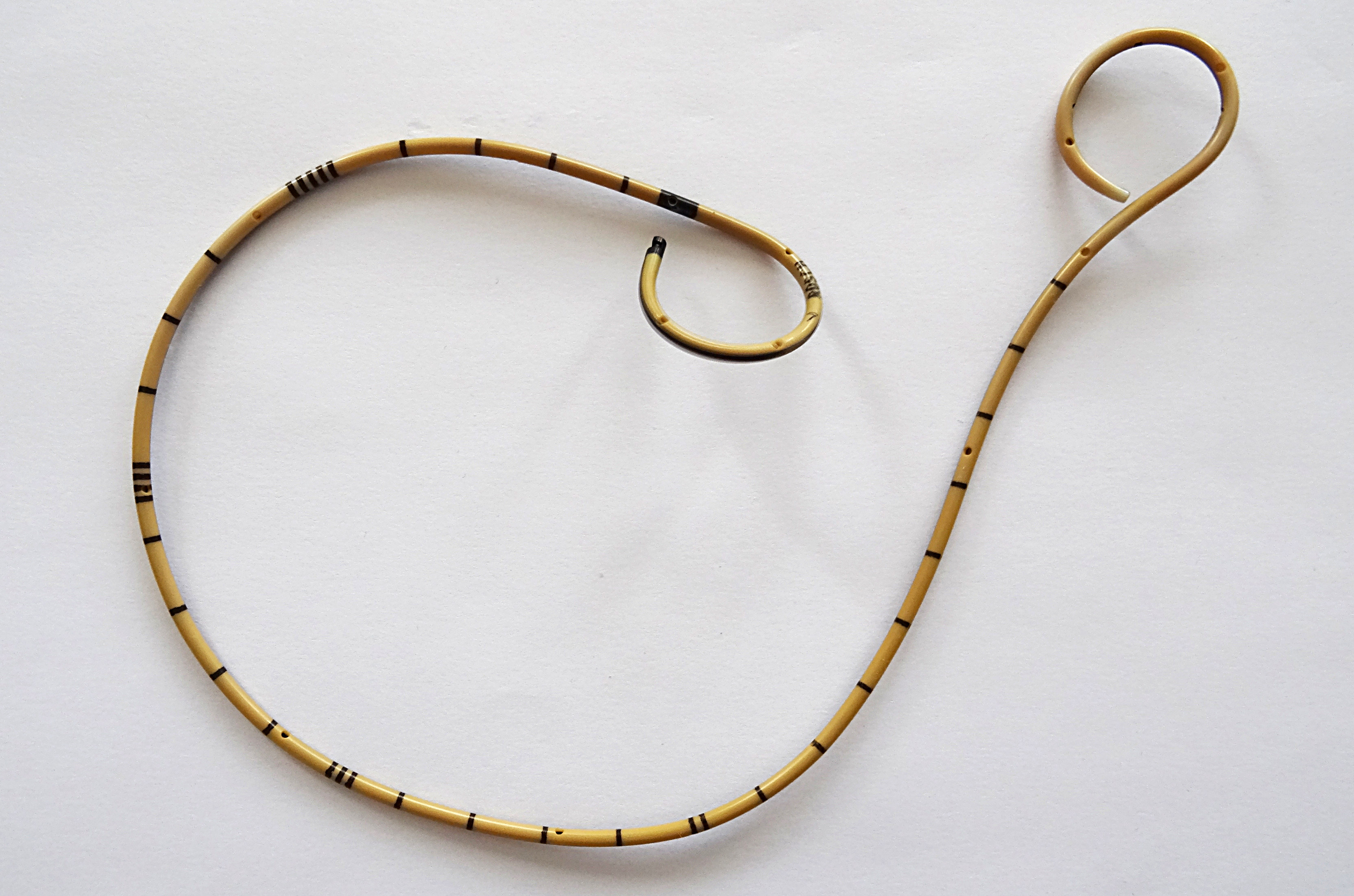
DJ-Katheter

Grundlegend ist hier die Beseitigung der Abflussstörung durch einen Urologen, entweder ursächlich oder durch Einlage von Stents (wegen ihrer ringelschwanzähnlichen Form so genannte Doppel-J-Katheter, DJ-Harnleiterschiene; englisch double pigtail stent) in beide Harnleiter, um den Harnabfluss zu gewährleisten. In schweren Fällen ist auch an einen transurethralen (auch als Selbstkatherisierung) oder suprapubischen Blasenkatheter, an ein Urostoma oder sogar an eine Neoblase zu denken. Nur in sehr seltenen Fällen sind beidseitige perkutane Nephrostomien erforderlich. Daneben werden die o. g. nephrologischen und intensivmedizinischen Prinzipien verfolgt.

## Prognose
Häufig ist die Erholung der Nierenfunktion nach einem akuten Nierenversagen nicht vollständig.
So haben Menschen, bei denen aufgrund eines akuten Nierenversagens bereits einmal eine Dialysebehandlung erforderlich wurde, ein erheblich erhöhtes Risiko, im weiteren Verlauf ein fortschreitendes chronisches Nierenversagen zu entwickeln.
Durch die Folgen der globalen Erwärmung wird eine Häufung akuten Nierenversagens vorhergesagt.